# Giulia (cantante)
Giulia Anghelescu, nota semplicemente come Giulia (Galați, 7 novembre 1984), è una cantante rumena.

## Biografia
Originaria di Galați, è salita alla ribalta all'età di 6 anni, in seguito alla partecipazione al programma per bambini Tip Top Minitop. Ex-membro del girl group Candy, ha successivamente avviato la propria carriera musicale come artista solista, pubblicando gli album in studio Giulia, Fluturi e Primul pas. Ha conseguito la sua prima top ten nella Romanian Top 100 grazie a Nu, una collaborazione con i DJ Project, gruppo del quale entrerà a far parte per un periodo di due anni, per poi essere sostituita da Adela Popescu a causa della propria gravidanza.
È inoltre risultata vincitrice della sesta stagione di Dansez pentru tine, la versione rumena del format Strictly Come Dancing.
Nell'ambito del Romanian Music Award ha trionfato per due anni consecutivi.

## Discografia

### Album in studio
- 2004 – Giulia
- 2006 – Fluturi
- 2008 – Primul pas

### Singoli
- 2011 – Underrated Love
- 2012 – Un om cu un pian
- 2013 – Azi
- 2013 – My Life
- 2015 – Ghici cine?
- 2015 – Jocuri deocheate
- 2016 – Ochii tai
- 2016 – Ploaie de vară (feat. Dorian Popa)
- 2016 – Ce-a fost, a fost (feat. Shift)
- 2017 – Ne vedem noi
- 2018 – Imi da fiori
- 2020 – Absent